# Squalius
Squalius és un gènere de peixos de la família dels ciprínids i de l'ordre dels cipriniformes.

## Taxonomia
- Squalius albus (Bonaparte, 1838)
- Squalius aphipsi (Aleksandrov, 1927)
- Squalius aradensis (Coelho, Bogutskaya, Rodrigues & Collares-Pereira, 1998)
- Squalius carolitertii (Doadrio, 1988)
- Squalius castellanus (Doadrio, Perea & Alonso, 2007)
- Squalius cephalus (Linnaeus, 1758)
- Squalius cii (Richardson, 1857)
- Squalius illyricus (Heckel & Kner, 1858)
- Squalius keadicus (Stephanidis, 1971)
- Squalius laietanus (Doadrio, Kottelat & de Sostoa, 2007)
- Squalius lucumonis (Bianco, 1983)
- Squalius malacitanus (Doadrio & Carmona, 2006)
- Squalius moreoticus (Stephanidis, 1971)
- Squalius orpheus (Kottelat & Economidis, 2006)
- Squalius palaciosi (Doadrio, 1980)
- Squalius pamvoticus (Stephanidis, 1939)
- Squalius peloponensis (Valenciennes, 1844)
- Squalius prespensis (Fowler, 1977)
- Squalius pyrenaicus (Günther, 1868)
- Squalius squalus (Bonaparte, 1837)
- Squalius svallize (Heckel & Kner, 1858)
- Squalius torgalensis (Coelho, Bogutskaya, Rodrigues & Collares-Pereira, 1998)
- Squalius valentinus (Doadrio & Carmona, 2006)
- Squalius vardarensis (Karaman, 1928)
- Squalius zrmanjae (Karaman, 1928)[1][2][3][4]